# Basketball Hall of Fame

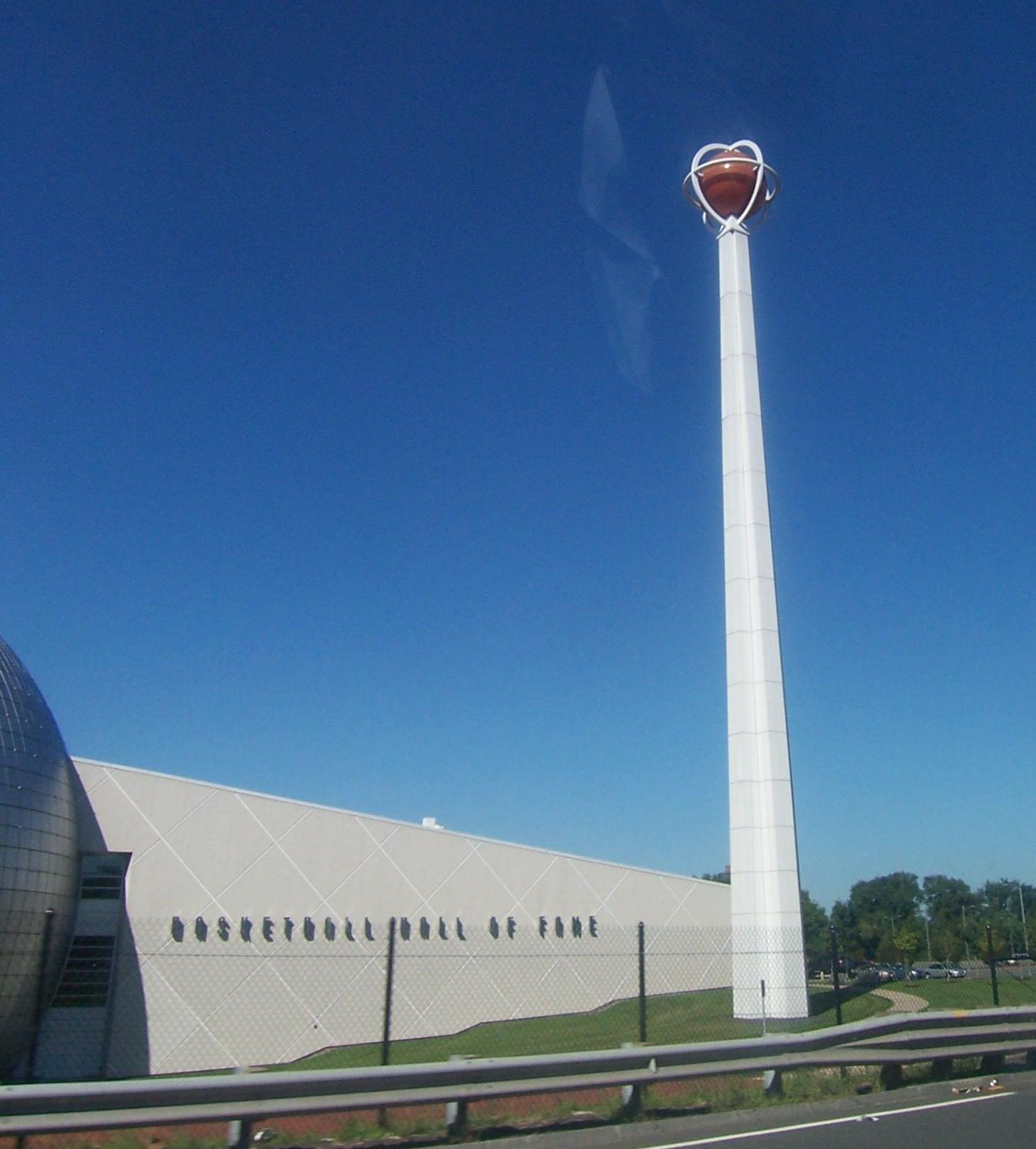
Siedziba Basketball Hall of Fame

The Naismith Memorial Basketball Hall of Fame – Koszykarska Galeria Sławy im. Naismitha, mieszcząca się w Springfield, Massachusetts, powołana w 1959 r. Ma za zadanie uhonorowanie najwybitniejszych graczy, trenerów, sędziów i innych osób związanych z koszykówką, bez względu na narodowość, status czy ligę, w której występowali. Patronem jest wynalazca koszykówki - James Naismith.

## Nominacje
Nominacje przydzielają cztery komitety, które zajmują się: 
- kandydatami z USA
- kandydatami z reszty świata
- kobietami
- weteranami

Nominowani muszą spełniać pewne warunki: gracze muszą być co najmniej 4 lata po zakończeniu kariery, trenerzy i sędziowie podobnie, a jeśli są aktywni, muszą mieć zaliczone co najmniej 25 lat pracy na poziomie co najmniej uczelnianym, działacze, podobnie jak zespoły,  mogą być zgłoszeni w dowolnym czasie.

## Wyróżnieni
Wg stanu na rok 2018 Basketball Hall of Fame uhonorowała 382 osób/drużyn: 
- 184 zawodników,
- 103 trenerów (4 jednocześnie jako zawodników),
- 69 działaczy (1 jednocześnie jako trener),
- 16 sędziów,
- 10 drużyn.

Czwórka wyróżniona podwójnie, jako gracze i trenerzy, to: John Wooden, Lenny Wilkens, Bill Sharman i Tom Heinsohn. Jedyną osobą wyróżnioną, jako trener i działacz jednocześnie, jest John McLendon.